# Dinorwic
Dinorwic est une localité non incorporée située dans le Nord-ouest de l'Ontario au Canada. Elle est située sur l'autoroute 17, la route Transcanadienne, à son intersection avec l'autoroute 72. La ville importante la plus proche est Dryden.

## Annexe